# أرض عشبية

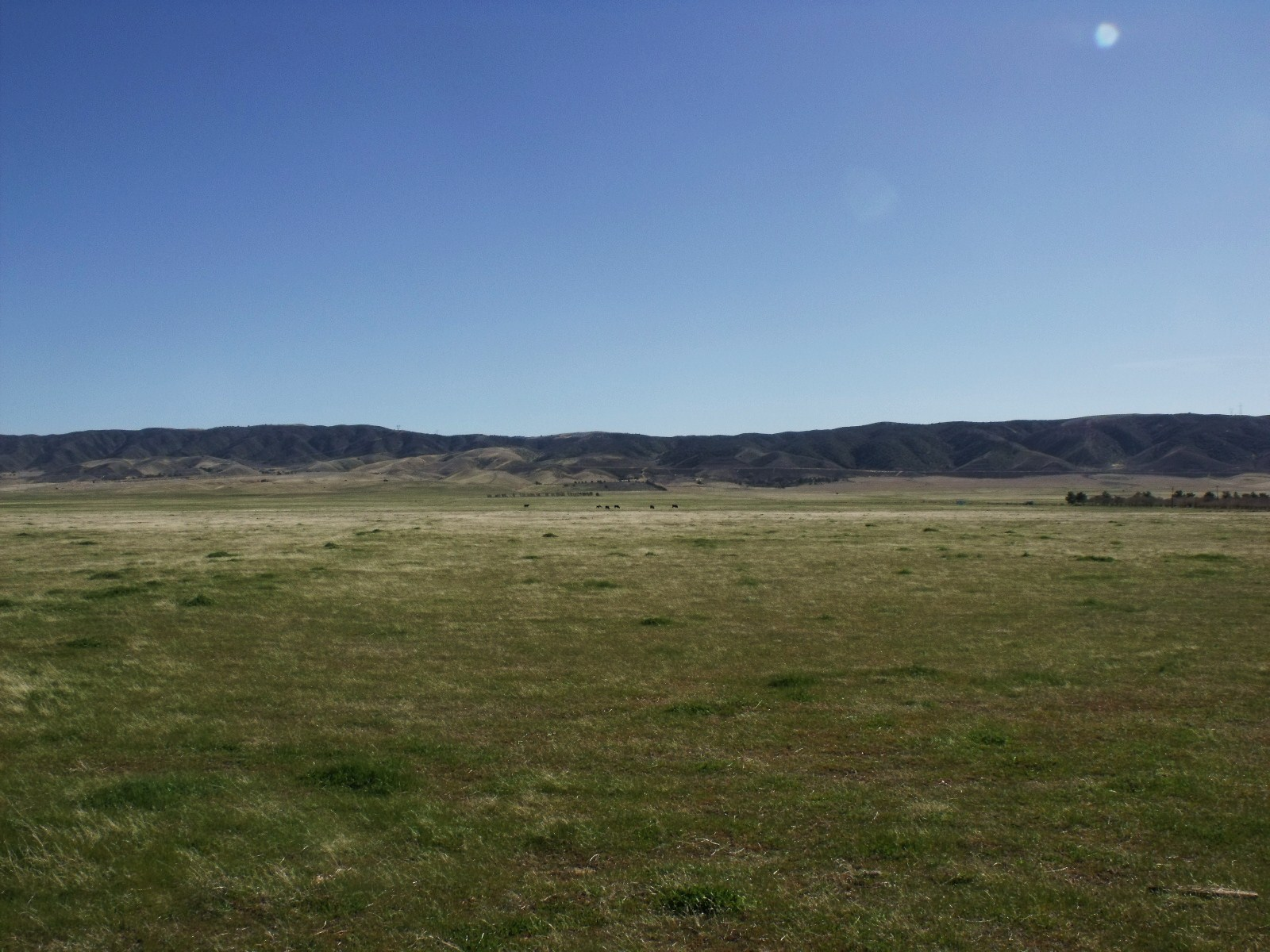
أرضٌ عُشبيةٌ في وادي الظِبيان، بكاليفورنيا.

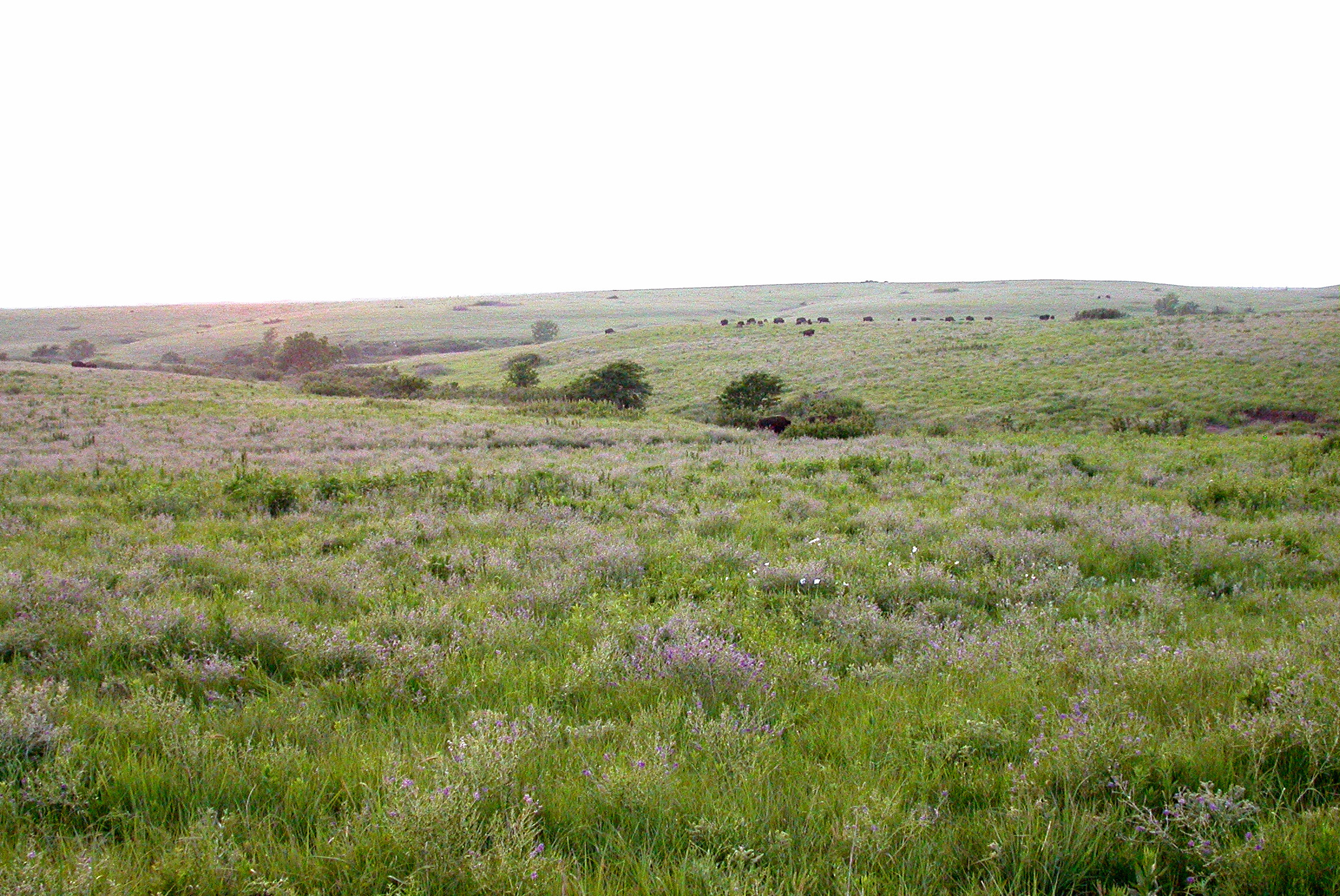
مرج كونزا ذي الأعشاب الطويلة في تِلال فلينت بشمال شرق ولاية كنساس الأمريكية.

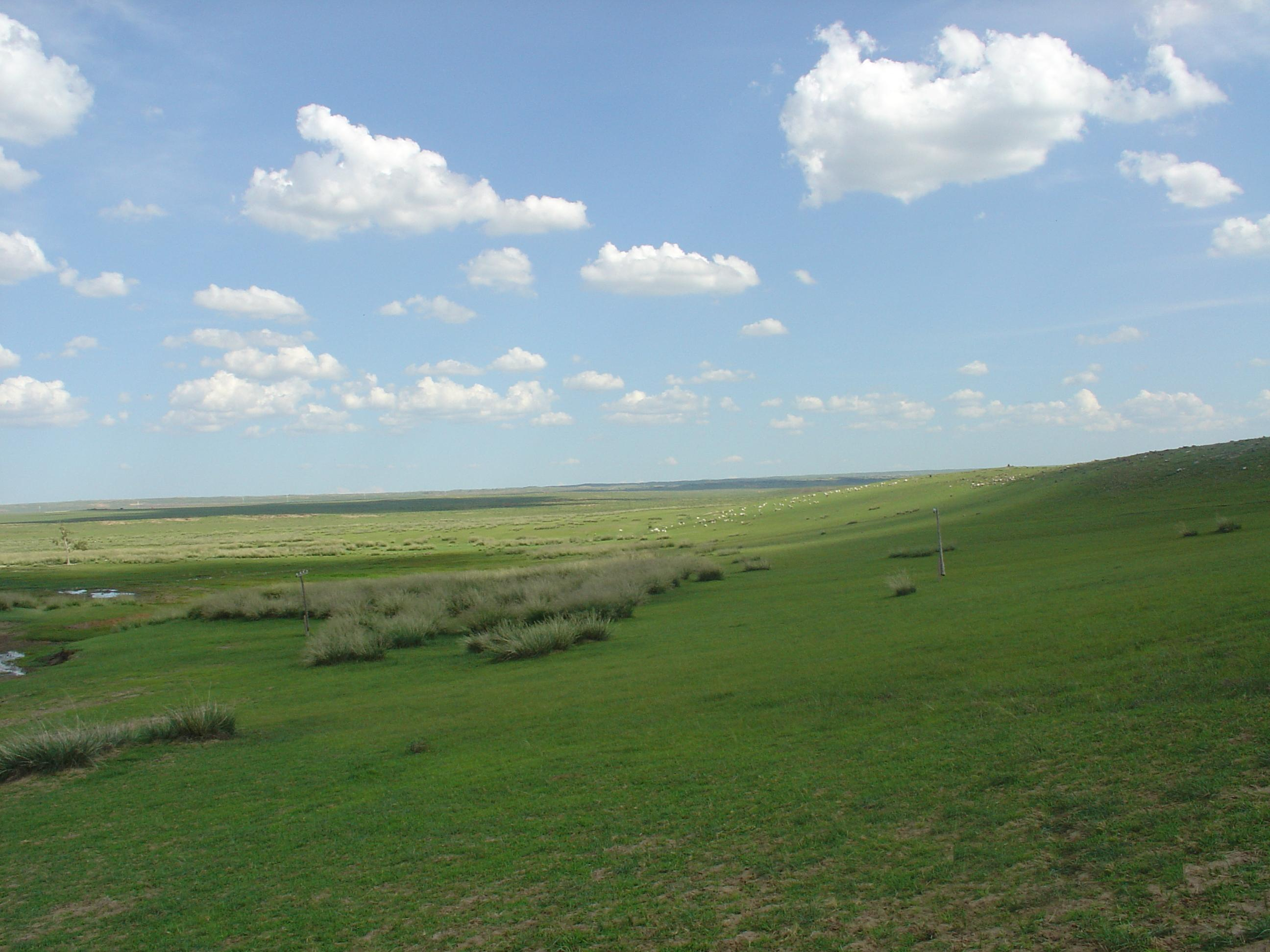
السهول المغوليّة الداخليّة في الصين.

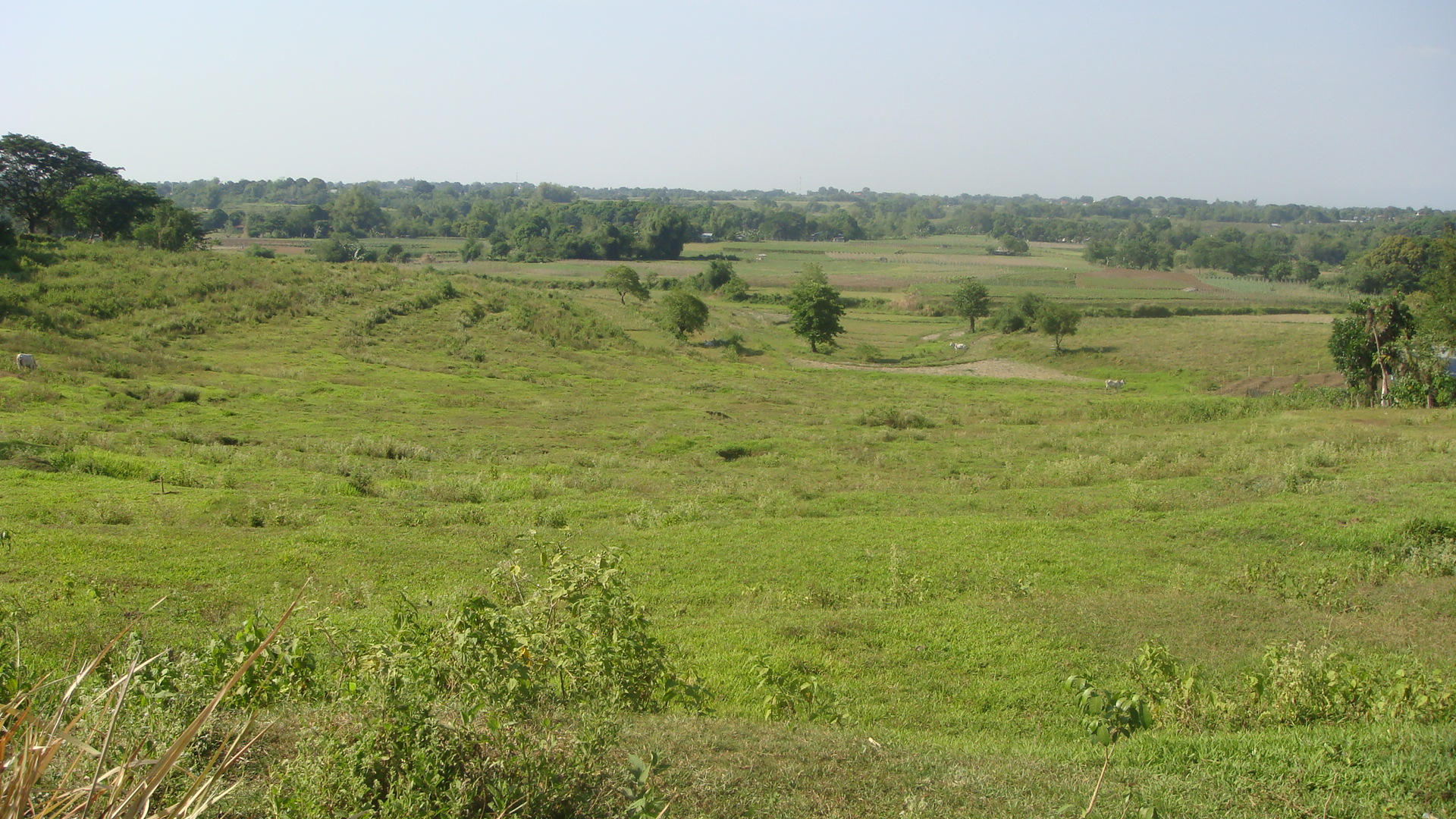
أرضٌ عُشبيّة في سان إلديفونسو، بولاكان، بالفلپين.

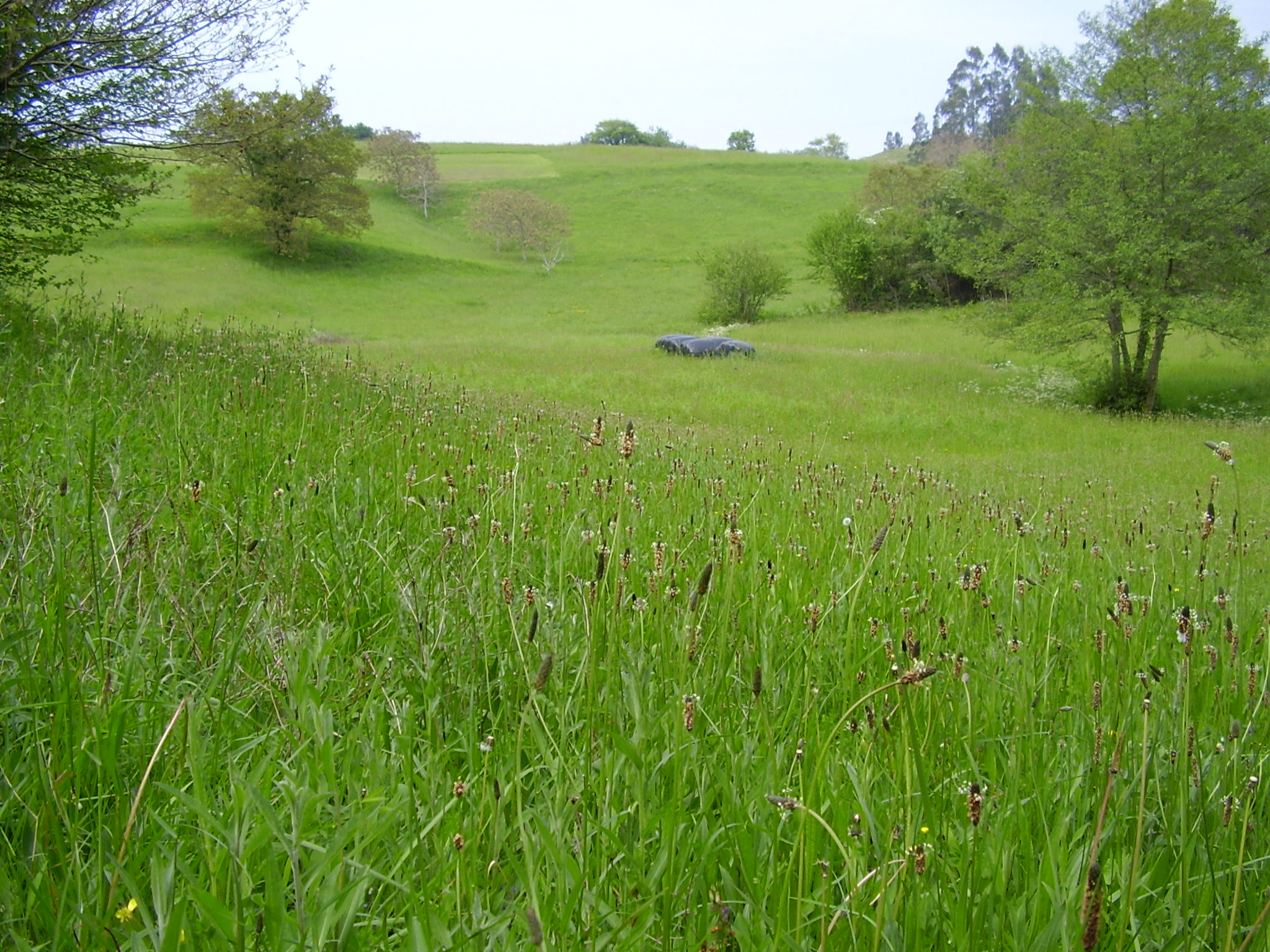
أرضٍ عُشبيَّةٍ في منطقة كانتابريا، شمال إسبانيا.

الأراضي العُشبيّة أو أرض المراعي هي موائل طبيعية مُنبسطة تُهيمن عليها الأعشاب (النجيليات) وأنواعٌ أُخرى من العُطريّات (النباتات اللامتخشبة)، وبعض أنواع السعادى والأسليات. توجد الأراضي العُشبِيّة في جميع القارّات عَدا القارَة القُطبيّة الجَنوبيّة. تُهيمنُ أنواعًا من العُشب الباقي المُعَمّر على الأراضي العُشبيِّة المُعتدلة، كتلك الموجودة في شمال غرب أوروبا، وفي السهول الكبرى وكاليفورنيا في أمريكا الشمالية، أما في المناطق الأكثرَ دِفئًا فتُهَيمنُ عليها أنواعًا مَوسِميّة تتأثّر بتغيّر الطقس.
يُمكِن العُثور على الأراضي العُشبِيّة في جميع المناطق البيئية على سطح الأرض، وهناك خمسة تصنيفات للبيئة الأرضيّة، عبارة عن فُرُوع من هذه الأراضي، المجموعة في نظامٍ بيئيّ يُعرف باسم النظام البيئي السهليّ، الذي يُشكِلُ أحد الممالك البيئية على الأرض.

## النبات
يَترَاوح طول النَباتات النَامية في الأراضي العُشبِيّة من تِلك القَصيرَة جدًا، كما في الأراضي ذات الطبيعَة الصَخرِيَة الطَبشورِيّة، حيثُ يَقِلّ طول النَبَاتات النَامية فيها عن 30 سنتيمترًا (12 إنش)، إلى تِلك الطويلة كما في حالة المُروج الأمريكية الشَماليّة وسُهُول أمريكا الجنوبية وسڤناء أفريقيا.
يُمكِن العُثور على بَعض أنواع النباتات المُتخشبة، أو الشُجيرات والأشجار، في بَعض الأراضي العُشبيّة، فَتُشَكّل بهذًا موائلاً طبيعيَةً أُخرى، من شاكلة السڤناء والأراضي العُشبيّة ذات الجُنيبات والأراضي العُشبِيّة شبه الحرجيّة، وأَبرَز مِثال على ذلك السڤناء الأفريقية والدهيسة الأيبيرية. يُعرَفُ هذا النوع منَ الأراضي العُشبيّة أحيَانًا باسم المَراعي الحُرجيّة أو الأحراج.
تنمو الأعشاب، بِصِفتها نبَاتاتٍ مُزهرَة، في المَناطق والمُناخات التي تَتَراوح نِسبَة الأمطار فيها بين 500 و900 ميليمتر (بين 20 و35 إنش). تُشكّل جُذور الأعشاب المُعمرة النابتة في الأراضي العُشبِيّة حصائر مُعَقَدَة تُمسك التُربة وتُثبتها.

## تطوّر ونُشوء الأراضي العُشبيّة
أدّى بُروز السلاسل الجَبَليّة في غربيّ الولايات المُتحدة خِلالَ العَصرين الثلثي الأوسط أو الميوسيني، والحديث القريب أو الپليوسيني، مُنذ ما يَقرب من 25 سنة، أدّى إلى ظهور مُناخ قَاريّ مُلائم لتطوّر الأعشاب، وغير مُناسبٍ بالمرّة لاستمرار الغابات، وبناءً على هذا أخَذت الغابات تتضائل وتنحسر، وتُفسِح المَجال أمام انتشار الأعشاب، التي استَمرّت توسّع نِطاقها شيئًا فشيئًا. بعد انتهاء العصور الجليدية للعصر الحديث الأقرب أو الپلستوسيني، وَسّعت الأعشاب نِطاقها أكثر فأكثر، وخاصةً في المناطق الأكثر حرًا وجَفافًا، وأخذت أراضيها تُصبح منظرًا طبيعيًا مألوفًا في جَميع أنحاء العالم.

## المُناخ
تَنتشرُ الأراضي العُشبيّة عادةً في المناطق التي يَتَراوح مُعدّل أمطارِها بين 250 و900 مليمتر (بين 9.8 و35 إنشًا) في السنة، مُقارنةً مع الصَحاري التي تتلقى أقل من 250 مليمتر (9.8 إنشات) سنويًا، والغابات المَطيرة الاستوائية التي تتلقى أكثرَ من 2,000 مليمتر (79 إنشًا) في السنة. تتواجد الأراضي العُشبيّة المُلائمة للاستيطان البَشري في المناطق ذات النصيب الأكبر من نسبة المُتساقطات، أي تِلك التي يَصلُ مُعدّل الأمطار فيها إلى 200 سنتيمتر (79 إنشًا) في السنة. يُمكن للأراضي العُشبيّة أن تنتشرَ في المناطق ذات الأمطار الغزيرة بِحال كانت هناك عوامل أُخرى تُعيق نُموّ الغابات، كالتربة المُتَعَرجة ذات الأملاح المُعيقة نموّ أغلب أنواع النبات. تتراوح درجات الحرارة اليوميّة في الأراضي العُشبيّة بين −20 و30 °مئوية، وتتميز الأراضي العُشبيّة المُعتدلة بصيفٍ دافئ وشتاءٍ باردٍ مُمطر تتساقط خلاله بعض الثلوج أحيانًا.

## التنوع الأحيائي والانحفاظ
تُهيمنُ التجمّعات النَباتيّة اللامُتفرقة على الأراضي العُشبيّة، المَعرُوفة بهذه الحالة باسم «الأراضي غير المُستصلحة»، وتُشكّل الموئل الطبيعي أو «شبه الطبيعي» الأكثر شيوعًا في البَطحاء. تُعتبر مُعظم الأراضي العُشبيّة في المُناخات المُعتدلة موائلاً «شبه طبيعية»، فعلى الرُغم من أنَ نباتاتها تنمو بشكلٍ طبيعي، فإن صيانتها والحِفاظ عليها رهنٌ بالنشاطات البَشريّة، إذ أنَّ أغلبها يُشَكّل مراعٍ للماشية أو أراضٍ زراعية صغيرة، وبتعبيرٍ آخر، تبقى هذه الأراضي أراضٍ عُشبيّة، لكنها لا تُعدّ موائلاً طبيعية تامّة بِسبب نشاط الإنسان فيها، ولو كان محدودًا. تأوي هَذه الأراضي أنواعًا عِدّة من النباتات، من شاكلة الأعشاب والسعادى والأسليات والعطريّات، وبَعضُ من هذه الأراضي - المُتقلّصة - يأوي أنواعًا نادرة من الأزهار والوُرود، ومِثال ذلك بَعض المروج المُنخفضة في المملكة المتحدة. تستوطن الأراضي العُشبيّة «العذراء» طائفةٌ واسعة من اللافقاريات؛ كذلك هناك عدّة أنواع من الطيور التي تُصنّف على أنها «اختصاصيّة» في هذا النوع من البيئات الطبيعية، ومنها الشقنب والحُبارى الكبيرة. أما الأراضي العُشبيّة المُستصلحة للزراعة، والتي تُهيمنُ على أراضي الدول الزراعية وبالأخص الكُبرى منها، فَفَقيرةٌ بالنباتات البريّة بسبب إزالة أغلَبها من قِبل المُزارعين كي لا تُنافس المَحاصيل على الغذاء، ولافساح المجال أمام مزيدٍ من المزروعات، وفي هذه الأراضي تنمو بضعة أنواعٍ بريّة مُتفرقة مثل الزوان المُعمّر والنفل الأبيض. تُعدّ الأراضي العُشبيّة غير المُستصلحة في كثيرٍ من الدول موائلاً طبيعيةً مُهددة بالاندثار، وهدفًا مُغريًا لِجمعيّات الحفاظ على الحياة البريّة التي تُحاول تشجيع الحكومات أو مُلاّك هذه الأراضي على صيانتها والحِفاظ عليها.

## التأثير البشريّ والأهميّة الاقتصادية
الأراضي العُشبيّة ضَروريّةٌ لتَربيَة المَاشية في الدول المُنتجَة للُحوم والألبَان والأجبَان، فالأبقارُ والأغنام والمِعزى تُنتِجُ حليبًا ولحمًا أفضل وأعلى جودَة عِندما تتغذّى على العُشب البَرّي النَضر. تستمرُ نباتات الأراضي العُشبيّة مُهَيمنة في بَعض المَناطق دون الأخرى بِسبب رعي المَاشية المُستَمر في تِلكَ المَواقع، وأيضًا بسبب التَحطيب، والحَرائق الطَبيعيَّة أو المُفتَعَلة، الأمر الذي يُسهم في تَراجع نِسبة الأشجار والشُجيرات النَامية، والقَضاء عليها في مَهدِها وهي ما زالت شتلاتٍ صغيرة. يُمكن العُثور على بَعض أعظم وأكبر الأراضي العُشبيّة في العالم في السڤناء الأفريقية، وهذِه يُحافظ على شكلها وصٍفتها كأراضٍ عُشبيّة بفضل رعيّ العواشب البريّة الكُبرى المتنوعّة وماشية الرُعاة الرُحّل، لأرضها على الدوام.

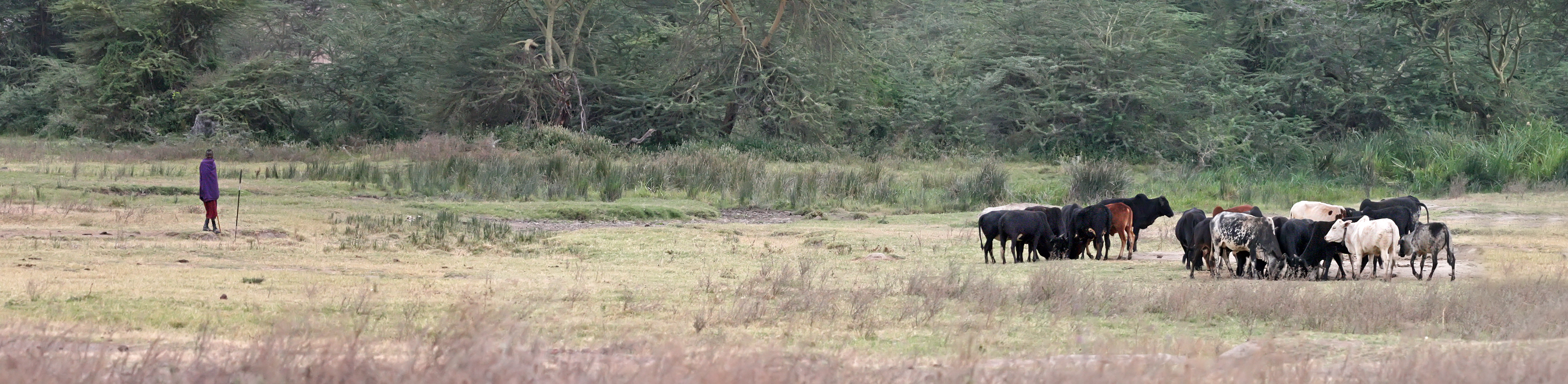
راعٍ من الماساي يرعى أبقاره في أرضٍ عُشبيّة داخل فوّهة نگورونگورو في تنزانيا.

يُمكن للأراضي العُشبيّة أن تَنشأ وتتكوّن بشكلٍ طبيعيّ، أو بِفعل النَشاط البشريّ، ويُطلقُ على هذه التي تكوّنت بِفعل النَشاط الأخير «مراعٍ بشريّة» أو «أراضٍ عُشبيّة بشريّة». كانت القبائل البشريّة البدائيّة، وما زال بعضُها القليل حاليًا، يُضرِم النار عمدًا بينَ الفينَة والأخرى في الأراضي العُشبيّة ليُحافظَ عليها كما هي ويُعيق نموّ الغابات، ويُوسّع مداها، وليَمنع امتداد نِطاق الأشجّار غير مُتحمّلة الحرائق، التي من شأنها أن تُهدد سلامَة الإنسان. يُعتَقدُ أنَّ مُروج الإقليم الأوسط الشمالي الشرقي من الولايات المتحدة امتدَت شرقًا ناحيةَ ولايات إلينوي وإنديانا وأوهايو بِفعل هَكذا مُمارساتٍ بشريّة اتّبعها الأمريكيّون الأصليّون قديمًا. نَشأت مُعظم الأراضي العُشبيّة في شمال غرب أوروبا بعد نهاية العصر الحجري الحديث، عندما أخذ البشر يُزيلونَ الغابات لإنشاء مراعٍ مؤاتية لتربية المواشي.

## أنواع الأراضي العُشبيّة (البيئات)

### الإستوائيّة وشبه الاستوائيّة

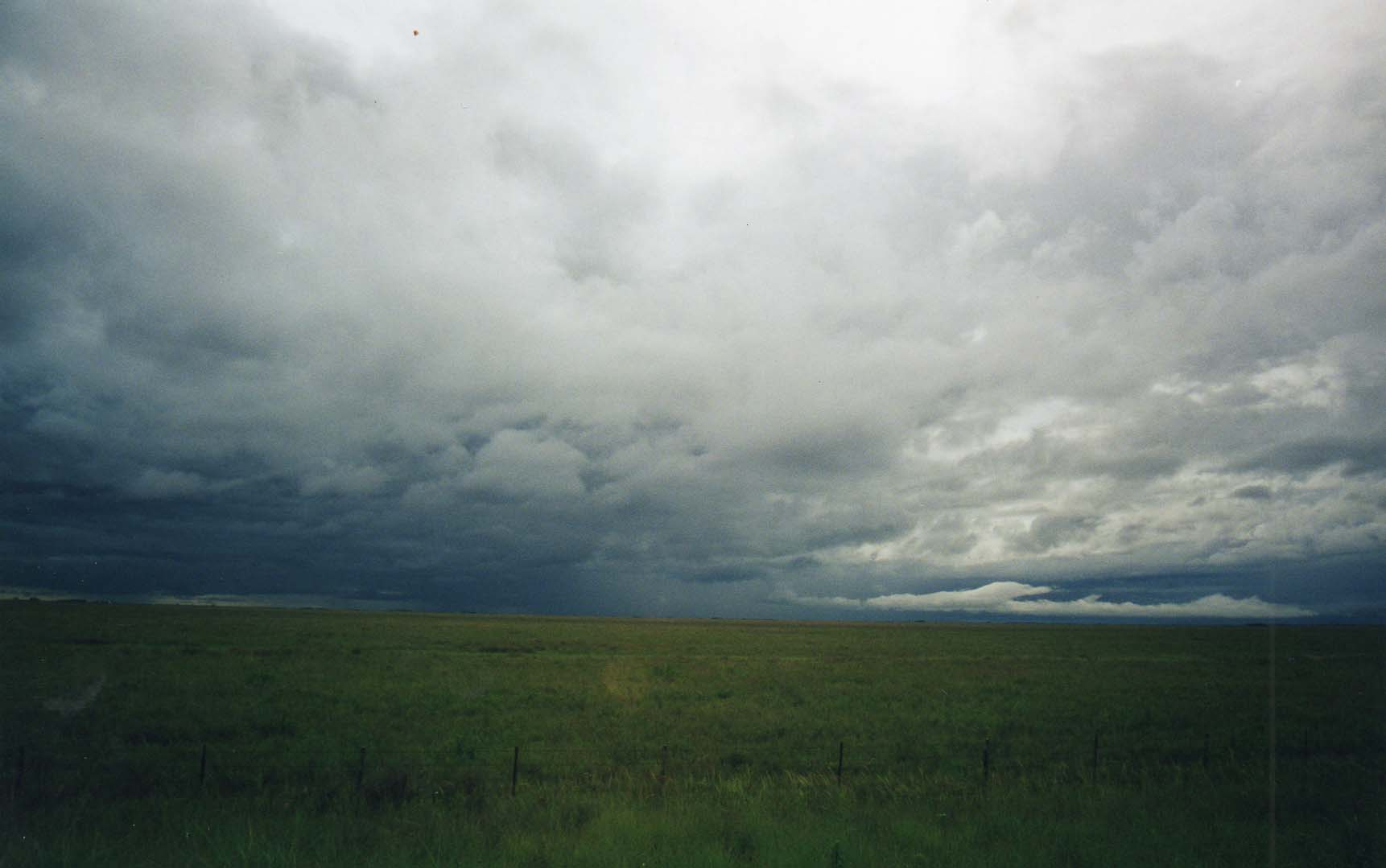
سهول اليانوس في ڤنزويلا.

تُصَنّفُ هذه الأراضي العُشبيَّة مع السڤناءات وأراضي الأشجار القمئية الاستوائيّة وشبه الاستوائيّة، ضمن البئية السهليّة الاستوائيّة وشبه الاستوائيّة. مِن أبرز الأمثلة على هذا النَوع من الأراضي العُشبيّة سهول «اليانوس» (بالإسبانية: Los Llanos)‏ في أمريكا الجنوبية.

### المُعتدلة

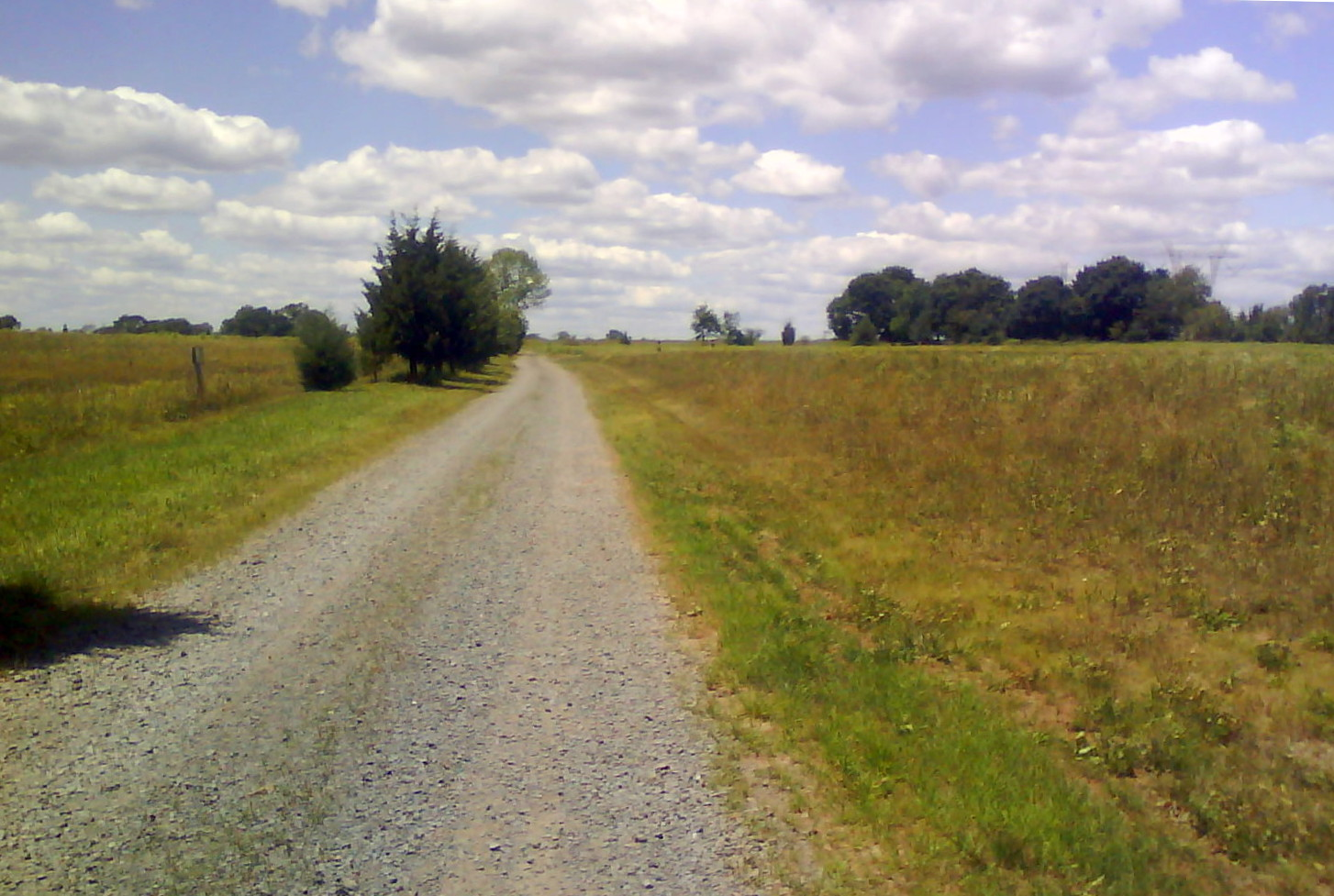
سهول نيگيري نيپوته المُعتدلة في نيوجرسي.

هي أراضٍ عُشبيّة مُتوسطة الارتفاع، أبرز أمثِلَتها: مُروج وسط أمريكا الشمالية وسهول ساحل المُحيط الهَادئ، والپامپا في الأرجنتين والبرازيل والأوروغواي، والأراضي المُنخفِضة الطبشوريّة والسُهوب في أوروبا. تُصنّف هذه الأراضي مع السڤناءات وأراضي الأشجار القمئيّة المُعتدلة ضمن البيئة السَهليّة المُعتدلة. تأوي الأراضي العُشبيّة المُعتَدلة أنواعًا عَديدَةً من العواشب الضخمَة، من شاكلة: البيسون، والغزلان، وحُمر الزَرد، والكركدنات، والأحصنة البَريّة؛ وأنواعًا كثيرةً أيضًا من الضواري من شاكلة: الأسود، والذئاب الرمادية، والفهود، والنمور. بالإضافة إلى ما سلَف، يُمكن العُثور على حيواناتٍ أُخرى في هذا النوع من الأراضي العُشبيَّة مثل: الأيائل، وكلاب المروج، والفئران، والأرانب البريّة، والظرابين، والقيوطات، والأفاعي، والثعالب، والبوم، والغريروات، والشحارير (من أنواع العالمين القديم والجَديد على حدٍ سواء)، والجنادب، وقبّرات المروج، وعصافير الدوري، والسُمانى، والبيزان، والضِباع.

### الفيضيّة

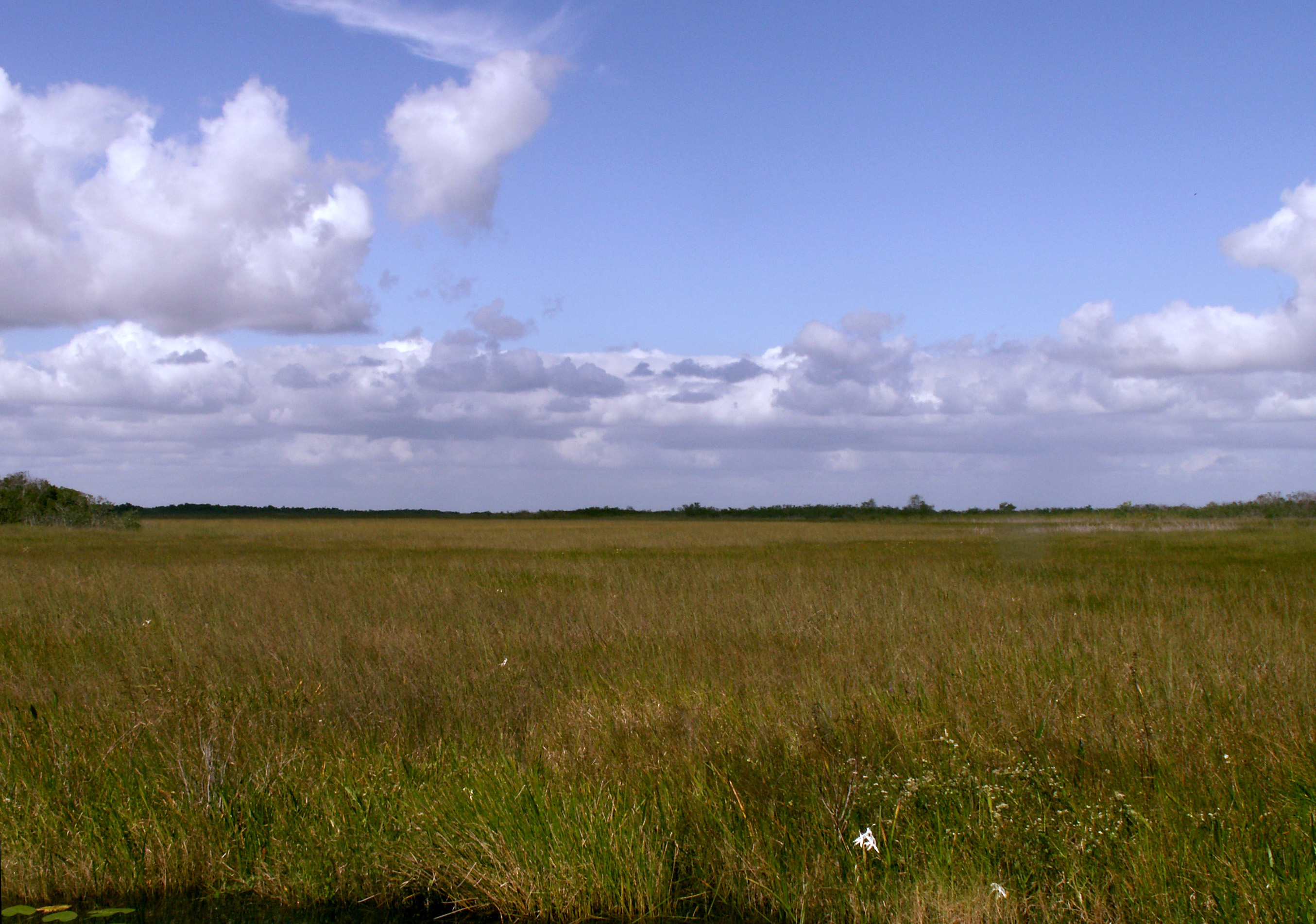
جانب من أراضي الأڤرگلايدز الفيضيّة.

الأراضي العُشبيّة الفَيضيّة هي تلك البَطحاء التي تفيض موسميًا أو طيلَة أيّام السنة، مثل أراضي الأڤرگلايدز في فلوريدا، والپانتنال في البرازيل وبوليڤيا والپاراغواي، وأراضي إبرا في الأرجنتين. تُصنّف هذه الأراضي مع السڤناءات الفيضيَّة ضمن بيئة السهول الفَيضيَّة، ويُمكن العُثور عليها غالبًا في المَناطق الاستوائيّة وشبه الاستوائيّة. كذلك هُناك نوعٌ من الأراضي الفَيضيّة يُعرف باسم المُروج المائيّة، وهي تلك المُروج التي يُغرِقها البشر بالماء لفتراتٍ وجيزة من العام.

### الجَبليّة
تَقعُ هذه الأراضي العُشبيّة في مناطقَ مُرتَفِعة، وعلى سلاسل جَبليّة شاهقةٍ حول العالم، ومن أمثلتها الپارامو في جبال الأنديز. تُصنّف هذه الأراضي في بيئة السهول الجبَليّة، ويُمكنها أن تُشكّل تندرة في بعض الأحيان.

### التندَريّة
هذا النوعُ من الأراضي العُشبيّة شبيهٌ بوضعه الأراضي الجبَليّة، فتنمو فيها أنواعٌ من الإعشاب القُطبيّة، غير أنَّ رُطوبة التُربة العاليَة تجعلُ منَ العسير نموِّها بأعداد كبيرَة، وبالتالي فإنَّ الأراضي العُشبيَّة التندريّة المُعاصرة لا تُهيمن عليها الأعشاب كما باقي أنواع الأراضي العُشبيَّة، غيرَ أنَّ هذا لم يَكن الحال دومًا، فخِلال العصور الجليديّة الپلستوسينية، سادَ نوعٌ من الأراضي العُشبيَّة على النصف الشمالي من الكُرة الأرضيَّة عُرَف باسم السهوب التندريّة، أو سهوب التندرة. تُشكّلُ هذه الأراضي جزءًا من البيئة السهليّة التندريّة.

### الصحراويّة والجافَّة
تُدعى أيضًا الأراضي العُشبيَّة الصحراويَّة، أو سهول الصحارى، وهي تتكوّن من بيئاتٍ سهليّةٍ مُبعثرة تُصنّف مع البيئة السهليّة الصحراويَّة.

## الثروة الحيوانية

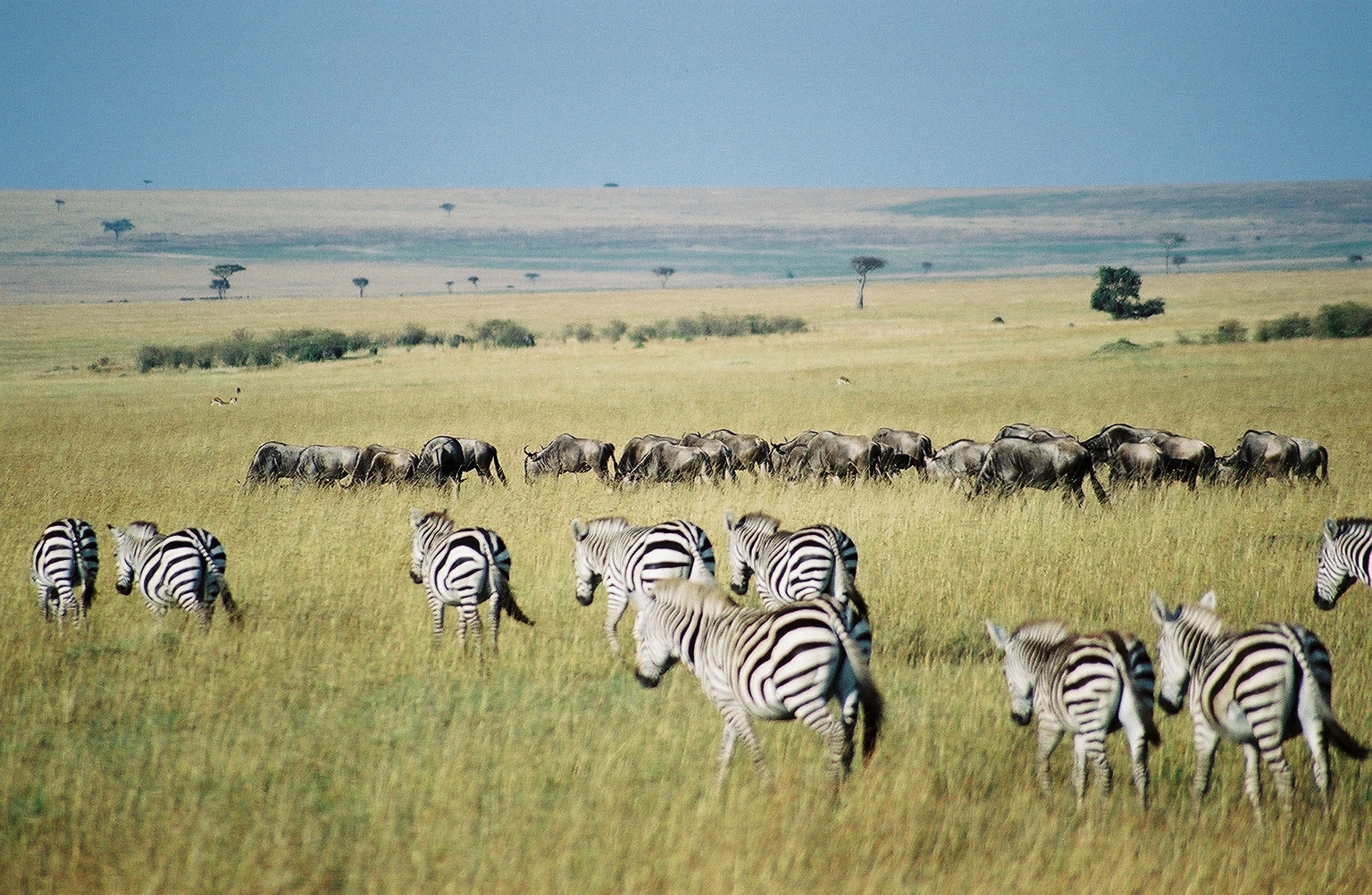
قطيعٌ مُختلط من النو الزرقاء وحُمر الزرد المألوفة في محمية ماساي مارا في كينيا. مثالٌ على تنوّع الحياة البريَّة في الأراضي العُشبيَّة.

تؤمِّنُ الأراضي العُشبيَّة مسكنًا للعديد من أشكَال الحياة، فالسوس ويرقات الحشرات والديدان الاسطوانية وديدان الأرض تَقطُن عُمقَ تُربَتها، التي تَمتَد حتى 6 أمتار (20 قدمًا) نزولاً عن السطح في البطحَاء العذراء، وتُشكّلُ إحدى أكثرٍ تُربات العالم خصبًا. تقوم هذه اللافقاريّات بالإضافة للفطريّات التكافليّة بتمديد جذور النبَاتات، وتفكيك التُربة القاسية، وتخصيبها بالبولة وغيرٍها من المُسمِّدات الطبيعيّة، كما تحجزُ المياه والأملاح المعدنيَّة داخلها، وتَحثُ على الإنبات. تُساعد بعض أنواع الفِطر على جعل النباتات أكثر مُقاومةً لهجوم الحشرات والمكروبات.
تستوطنُ الأراضي العُشبيَّة بكافَة أنواعها طائفةٌ واسعةٌ من الثدييات والزواحف والطيور والحشرات. ومن الثدييات الضخمة النَمَطيَّة التي تُربَط غالبًا بالأراضي العُشبيَّة: النو الأزرق، والبيسون الأمريكي، والنامل العملاق، والحصان البرّي المغولي المعروف أيضًا باسم حصان شيڤالسكي. يُلاحظ أنه على الرُغم من كون الأراضي العُشبيَّة مُستوطنة من قِبل حشودٍ هائلةٍ من الحيوانات، غير أنَّ السڤناء الأفريقيَّة تحتلُّ الصدارة بينَ كُل أنواع البَطحاء من حيث إيوائها لأعظم تنوّعات الحياة البريَّة.
هُناك بَعضُ الأدلّة التي تُشير إلى أن الأراضي العُشبيّة تتكوّن بِفعل تحركات الحيوانات قاطنتها، وسلوكها؛ ومن أبرَز الأمثلة على ذلك الهجرات المَوسِميّة العُظمى لِقُطعان الظباء في أفريقيا، التي تَتَسبب بدهس وتحطيم الكثير من النباتات الصغيرَة، وإقدام فيلة السڤناء الأفريقية على الاقتيات على شتلات السنط والطلح قبلَ أن يَتسنَّى للنبتة النموَّ حتى تُصبحَ شجرةً بالغة.

## البيئات السَهليَّة المُعتَدلة
| البيئة السهلية الأفروستوائية                          | البيئة السهلية الأفروستوائية       |
| ----------------------------------------------------- | ---------------------------------- |
| الأحراج الجبلية لجبال الحجر الغربية                   | سلطنة عُمان                         |
| الأراضي العشبية المعتدلة في جزر أمستردام والقديس بولس | جزيرة أمستردام، وجزيرة القديس بولس |
| الأراضي العشبية والجنبات في تريستان دا كونا           | تريستان دا كونا، جزيرة غوف         |

| البيئة السهلية الأستراليزية                      | البيئة السهلية الأستراليزية |
| ------------------------------------------------ | --------------------------- |
| أراضي كانتربري-أوتاگو العشبية                    | نيوزيلندا                   |
| أراضي المولگا الشجرية القمئية الأسترالية الشرقية | أستراليا                    |
| السڤناء الأسترالية الجنوبية الشرقية المعتدلة     | أستراليا                    |

| البيئة السهلية للإقليم القطبي الجديد                | البيئة السهلية للإقليم القطبي الجديد |
| --------------------------------------------------- | ------------------------------------ |
| أراضي الوادي المركزي العُشبيّة الكاليفورنيّة           | الولايات المتحدة                     |
| مراعي وغابات الحور الرجراج الكندية                  | كندا، الولايات المتحدة               |
| الأراضي العشبية المركزية والجنوبية المختلطة         | الولايات المتحدة                     |
| الأراضي العشبية الغابوية المركزية العبورية          | الولايات المتحدة                     |
| الأراضي العشبية المركزية الطويلة                    | الولايات المتحدة                     |
| هضبة كولومبيا                                       | الولايات المتحدة                     |
| سڤناء هضبة إدواردز                                  | الولايات المتحدة                     |
| تلال فلينت                                          | الولايات المتحدة                     |
| أراضي تلال مونتانا وسفوح جبالها العشبية             | الولايات المتحدة                     |
| الأراضي العشبية المختلطة في تلال ساند هيلز بنبراسكا | الولايات المتحدة                     |
| الأراضي العشبية الشمالية المختلطة                   | كندا، الولايات المتحدة               |
| الأراضي العشبية الشمالية القصيرة                    | كندا، الولايات المتحدة               |
| الأراضي العشبية الشمالية الطويلة                    | كندا، الولايات المتحدة               |
| أراضي الپالويوس العشبية                             | الولايات المتحدة                     |
| مروج الأراضي السوداء في تكساس                       | الولايات المتحدة                     |
| الأراضي العشبية الغربية القصيرة                     | الولايات المتحدة                     |

| البيئة السهلية للإقليم المداري الجديد | البيئة السهلية للإقليم المداري الجديد |
| ------------------------------------- | ------------------------------------- |
| الإسپينال الأرجنتينية                 | الأرجنتين                             |
| المونتي الأرجنتينية                   | الأرجنتين                             |
| الپامپا الرطبة                        | الأرجنتين                             |
| الأراضي العشبية الپتاغونية            | الأرجنتين، التشيلي                    |
| السهوب الپتاغونية                     | الأرجنتين، التشيلي                    |
| الپامپا شبه القاحلة                   | الأرجنتين                             |

| البيئة السهلية للإقليم القطبي القديم | البيئة السهلية للإقليم القطبي القديم         |
| ------------------------------------ | -------------------------------------------- |
| سهوب تيان شان الغربية                | كازاخستان، طاجيكستان، أوزبكستان              |
| السهوب وشبه الصحراء الألطائية        | كازاخستان                                    |
| السهوب الأناضولية الوسطى             | تركيا                                        |
| السهوب الغابوية الداغورية            | الصين، منغوليا، روسيا                        |
| السهوب الأناضولية الجبلية الشرقية    | أرمينيا، إيران، تركيا                        |
| سهوب وادي أمين                       | الصين، كازاخستان                             |
| أراضي جزر الفارو العشبية الشمالية    | جزر الفارو، الدنمارك                         |
| أحراج گيسارو عالاي المكشوفة          | قيرغيزستان، طاجيكستان، أوزبكستان             |
| السهوب الكازاخية الغابوية            | كازاخستان، روسيا                             |
| السهوب الكازاخية                     | كازاخستان، روسيا                             |
| المرتفعات الكازاخية                  | كازاخستان                                    |
| سهوب الشرق الأوسط                    | العراق، الشام                                |
| الأراضي العشبية المغولية المنشورية   | الصين، منغوليا، روسيا                        |
| السهوب الپونتية                      | كازاخستان، مولدوڤا، رومانيا، روسيا، أوكرانيا |
| سهوب سايان الداخلية                  | روسيا                                        |
| سهوب سيلنگة أورخون الغابوية          | منغوليا، روسيا                               |
| السهوب السيبيرية الجنوبية الغابوية   | روسيا                                        |
| سهوب تيان شان السفحية القاحلة        | الصين، كازاخستان، قيرغيزستان                 |

## البيئات السَهليَّة الاستوائيَّة وشبه الاستوائيَّة
| البيئة السهلية الأفروستوائية الاستوائية وشبه الاستوائية | البيئة السهلية الأفروستوائية الاستوائية وشبه الاستوائية                                                                 |
| ------------------------------------------------------- | --- |
| أحراج الميومبو الأنغولية                                | أنغولا |
| أحراج الموپاني الأنغولية                                | أنغولا، ناميبيا |
| أراضي الأشجار القمئية والعشبية في جزيرة المعراج         | جزيرة المعراج |
| أحراج الميومبو الزامبيزية الوسطى                        | أنغولا، بوروندي، جمهورية الكونغو الديمقراطية، مالاوي، تنزانيا، زامبيا                                                   |
| السڤناء السودانية الشرقية                               | الكاميرون، جمهورية أفريقيا الوسطى، التشاد، جمهورية الكونغو الديمقراطية، إريتريا، إثيوبيا، جنوب السودان، السودان، أوغندا |
| أحراج الميومبو الشرقية                                  | موزامبيق، تنزانيا |
| الفسيفساء الغابوية السڤنائية الغينية                    | بينين، بوركينا فاسو، الكاميرون، غامبيا، غانا، غينيا، غينيا بيساو، ساحل العاج، نيجيريا، السنغال، توغو                    |
| أيكات إيتيگي سومبو                                      | تنزانيا، زامبيا |
| أحراج السنط والطلح الكالاهارية                          | بوتسوانا، ناميبيا، جنوب أفريقيا، زيمبابوي                                                                               |
| فسيفساء هضبة مندارة                                     | الكاميرون، نيجيريا |
| الأراضي الآجامية الكوميفورية السنطية الشمالية           | أثيوبيا، كينيا، جنوب السودان، أوغندا                                                                                    |
| الفسيفساء الغابوية السڤنائية الكونغوية الشمالية         | الكاميرون، جمهورية أفريقيا الوسطى، جمهورية الكونغو الديمقراطية، جنوب السودان، أوغندا                                    |
| السڤناء السنطيّة الساحلية                                | بوركينا فاسو، الكاميرون، التشاد، إريتريا، إثيوبيا، مالي، موريتانيا، النيجر، نيجيريا، السنغال، جنوب السودان، السودان     |
| السيرنگتي                                               | كينيا، تنزانيا |
| أيكات وآجام السنط والكوميفورا الصومالية                 | إريتريا،إثيوبيا، كينيا، الصومال                                                                                         |
| أيكات وآجام السنط والكوميفورا الجنوبية                  | كينيا، تنزانيا |
| المروج العشبية الأفريقية الجنوبية                       | بوتسوانا، جنوب أفريقيا، زيمبابوي                                                                                        |
| الفسيفساء الغابوية السڤنائية الكونغوية الجنوبية         | أنغولا، جمهورية الكونغو الديمقراطية                                                                                     |
| أحراج الميومبو الجنوبية                                 | مالاوي، موزامبيق، زامبيا، زيمبابوي                                                                                      |
| آجام وأحراج جزيرة القديسة هيلانية                       | جزيرة القديسة هيلانة |
| الفسيفساء الغابوية السڤنائية لمصب شلالات ڤيكتوريا       | بوروندي، أثيوبيا، كينيا، راوندا، جنوب السودان، تنزانيا، أوغندا                                                          |
| السڤناء السودانية الغربية                               | بنين، بوركينا فاسو، غامبيا، غانا، غينيا، ساحل العاج، النيجر، نيجيريا، السنغال                                           |
| الفسيفساء الغابوية السڤنائية الكونغوية الغربية          | أنغولا، جمهورية الكونغو الديمقراطية، جمهورية الكونغو                                                                    |
| الأراضي العشبية الزامبيزية الغربية                      | أنغولا، زامبيا |
| الأحراج الزامبيزية والموپانية                           | بوتسوانا، مالاوي، موزامبيق، ناميبيا، جنوب أفريقيا، إسواتيني، زامبيا، زيمبابوي                                           |
| الأحراج البيكيائية الزامبيزية                           | أنغولا، بوتسوانا، ناميبيا، زامبيا، زيمبابوي                                                                             |

| البيئة السهلية الأستراليزية الاستوائية وشبه الاستوائية | البيئة السهلية الأستراليزية الاستوائية وشبه الاستوائية |
| ------------------------------------------------------ | ------------------------------------------------------ |
| سڤناء أرض أرنهم الاستوائية                             | أستراليا                                               |
| سڤناء بريگالو الاستوائية                               | أستراليا                                               |
| سڤناء رأس يورك الاستوائية                              | أستراليا                                               |
| سڤناء كارپنتاريا الاستوائية                            | أستراليا                                               |
| سڤناء إينسليه العلوية                                  | أستراليا                                               |
| سڤناء كيمبرلي الاستوائية                               | أستراليا                                               |
| منخفضات ميتشل                                          | أستراليا                                               |
| سڤناء وأراضي ترانسفلاي العشبية                         | إندونيسيا، پاپوا غينيا الجديدة                         |
| السڤناء الاستوائية لسهول ڤيكتوريا                      | أستراليا                                               |

| البيئة السهلية الهندومالاوية الاستوائية وشبه الاستوائية | البيئة السهلية الهندومالاوية الاستوائية وشبه الاستوائية |
| ------------------------------------------------------- | ------------------------------------------------------- |
| سڤناء وسهول تيراي-دوار                                  | بوتان، الهند، النيپال                                   |

| البيئة السهلية الاستوائية وشبه الاستوائية للإقليم القطبي الجديد | البيئة السهلية الاستوائية وشبه الاستوائية للإقليم القطبي الجديد |
| --------------------------------------------------------------- | --------------------------------------------------------------- |
| سڤناءات أمريكا الشمالية ما قبل الكولمبوسية (تراجعت بشكلٍ كبير)   | كندا، الولايات المتحدة                                          |
| السڤناءات الشرقية للولايات المتحدة (تراجعت بشكلٍ كبير)           | الولايات المتحدة                                                |
| الغياض المركزية الصلبة                                          | الولايات المتحدة                                                |
| أراضي الخليج الغربي العشبية الساحلية                            | المكسيك، الولايات المتحدة                                       |

| البيئة السهلية الاستوائية وشبه الاستوائية للإقليم المداري الجديد | البيئة السهلية الاستوائية وشبه الاستوائية للإقليم المداري الجديد |
| ---------------------------------------------------------------- | ---------------------------------------------------------------- |
| سڤناء بني                                                        | بوليڤيا                                                          |
| سڤناء كامپو روپسترس الجبلية                                      | البرازيل                                                         |
| الكرادو                                                          | بوليڤيا، البرازيل، الپاراغواي                                    |
| الأراضي العشبية والآجامية في جزيرة كليپرتون                      | جزيرة كليپرتون، إحدى أقاليم ما وراء البحار الفرنسية              |
| سڤناء قرطبة الجبلية                                              | الأرجنتين                                                        |
| السڤناء الغويانية                                                | البرازيل، غيانا، ڤنزويلا                                         |
| سهول الشاكو                                                      | الأرجنتين، البرازيل، الپارغواي                                   |
| سهول اليانوس                                                     | ڤنزويلا، كولومبيا                                                |
| السڤناء الأوروغويانية                                            | الأرجنتين، البرازيل، الأوروغواي                                  |

| البيئة السهلية الأوقيانية الاستوائية وشبه الاستوائية | البيئة السهلية الأوقيانية الاستوائية وشبه الاستوائية |
| ---------------------------------------------------- | ---------------------------------------------------- |
| أراضي الأشجار القمئية الهاوائية العليا               | هاواي                                                |
| أراضي الأشجار القمئية الهاوائية المنخفضة             | هاواي                                                |
| أراضي الأشجار القمئية الهاوائية الشمالية الغربية     | هاواي                                                |